# Diana Bracho
Diana Guadalupe Bracho y Bordes Mangel (Città del Messico, 12 dicembre 1944) è un'attrice messicana.

## Biografia
È figlia della ballerina Diana Bordes e del regista Julio Bracho e nipote dell'attrice Andrea Palma e dello scenografo Jesús Bracho.
Ha debuttato come attrice bambina nel 1949 nel film Felipe de Jesús per poi continuare l'anno successivo in Inmaculada. Entrambi i film sono stati diretti da suo padre.

## Filmografia

### Cinema
- Felipe de Jesús - regia di Julio Bracho (1949)
- Inmaculada - regia di Julio Bracho (1950)
- El castillo de la pureza - regia di Arturo Ripstein (1972)
- Actas de Marusia - Storia di un massacro (Actas de Marusia) - regia di Miguel Littín (1976)
- Entre Pancho Villa y una mujer desnuda - regia di Sabina Berman e Isabelle Tardán (1996)
- La otra conquista - regia di Salvador Carrasco (1999)
- Y tu mamá también - Anche tua madre - regia di Alfonso Cuarón (2001)
- Dreaming of Julia - regia di Juan Gerard (2003)
- Quemar las naves - regia di Francisco Franco Alba (2007)
- J-ok'el - regia di Benjamin Williams (2007)
- Mi universo en minúsculas - regia di Hatuey Viveros (2011)
- ¡Qué despadre! - regia di Pedro Pablo Ibarra (2022)

### Televisione
- Mi primer amor - serie TV (1973)
- Los miserables - serie TV (1973)
- El amor llegó más tarde - serie TV (1979)
- Sulle ali delle aquile (On Wings of Eagles) - serie TV (1986)
- La tana dei lupi (Cuna de lobos)  - serie TV (1986-1987)
- Catene d'amore - serie TV (1991)
- Mujer, Casos de la Vida Real - serie TV (1995)
- Libera di amare (El privilegio de amar) - serie TV (1998-1999)
- Infierno en el paraíso - serie TV (1999)
- El derecho de nacer - serie TV (2001)
- Bajo la misma piel - serie TV (2003)
- Heridas de amor - serie TV (2006)
- S.O.S.: Sexo y otros secretos - serie TV (2007)
- Fuego en la sangre - serie TV (2010)
- Locas de amor - serie TV (2010)
- Mujeres asesinas - serie TV (2010)
- Quiero amarte - serie TV (2013-2014)
- El hotel de los secretos - serie TV (2016)
- Mi marido tiene familia - serie TV (2016-2017)
- ¿Qué le pasa a mi familia? - serie TV (2023)
- Eternamente amándonos - serie TV (2023)

## Riconoscimenti
- Premio Ariel per la miglior attrice per Entre Pancho Villa y una mujer desnuda (1996)